# パオロ・マッキャリーニ
パオロ・マッキャリーニ(Paolo Macchiarini, 1958年8月22日 - ):2はスイス・バーゼル生まれのイタリア人の 胸部外科医で元再生医療療研究者。研究不正などで悪評を得た。患者の骨髄から採取した幹細胞を培養し、プラスチック製の人工気管に付着させてから患者に移植する手法で、「医学会に革命をもたらす」と賞賛され、一躍スター医師となったが、実際は患者のほとんどが術後に死亡していることが判明し、経歴詐称なども発覚した。

## 略歴
1986年にピサ大学の医学学校を卒業し、1991年に同校にて外科修士（en:Master of Surgery）を取得したのち、臨床研究の統計学を学び、臓器・組織移植の修士号、博士号を取得、再生医療の道に進む。2008年にバルセロナ大学で、遺体から取った気管に患者の骨髄細胞を付着させ移植する方法で女性患者の手術を行ない脚光を浴び、2011年には、世界的権威であるスウェーデンのカロリンスカ研究所にて、再生医療や幹細胞生物学の基礎研究を行う客員教授として勤務していた。患者の死をきっかけに、2012年に同研究所と契約終了、その後ロシアで同様の研究を続けたが、2014年に研究不正の疑惑が持ち上がる。2015年に、カロリンスカ研究所の外部研究者によるマッキャリーニの研究不正行為について告発があったが、同研究所はマッキャリーニを臨時研究員として再雇用、2016年にヴァニティ・フェア誌やドキュメンタリー番組での告発が相次いだことにより調査が開始されて不正が認められ、同年末に同研究所を退所した。2019年、文書偽造と職権乱用の罪でイタリアの裁判所から懲役16か月の刑を言い渡され、2020年にはスウェーデンでも裁判が行われている。

## 研究不正
以前は、患者本人の幹細胞を付着させた生体由来または樹脂製のスキャフォルド（足場材）を用いた気管移植法を行ったことで、再生医療分野のパイオニアとみなされていた。2010年からはスウェーデンのカロリンスカ研究所の非常勤客員研究員。:51
研究不正と比較的健康な患者に対しても非人道的な実験的外科手術を行った件で訴追されている。樹脂製の人工気管支を用いた手術を受けた患者9名（最年少は2歳児）のうち8名が死亡しており、生存中とされるのは施術から半年後に人工気管を取り除いている1名のみ。
ヴァニティ・フェア誌の記事によれば、経歴書に書かれた学歴資格の一部が詐称であったという。スウェーデンの新聞Aftonbladetでも同様の告発がされている。同紙の記事によれば、ハノーバー大学とバルセロナ大学の教授であったというマッキャリーニの主張は虚偽であったと判明したという。
ノーベル生理学・医学賞選考委員会委員長のウルバン・レンダール(sv)は、2010年のマッキャリーニのカロリンスカ研究所への採用に関わった責任を取って、2016年2月に退任。その後まもなく、2015年にマッキャリーニの科学不正がなかったと宣言した副所長のアンデシュ・ハムステン(sv)も辞任した。
2016年3月23日、カロリンスカ研究所の職員懲戒委員会は、研究所とマッキャリーニとの雇用関係は事実上終了していると発表した。カロリンスカ研究所におけるマッキャリーニの雇用は、同研究所が契約更新を行わない決定をしたため、2016年11月に終了した。カロリンスカ研究所解雇後、マッキャリーニはロシアのカザン(ヴォルガ地域)連邦大学 で研究を行っている。
2016年6月より、マッキャリーニは、スウェーデン検察による司法調査の対象となっている。容疑は、科学審問では不問となったスウェーデンにおける3名の患者の死について、彼らの死を招いた素材使用による故殺及び重大な身体的加害。起訴の是非については、スウェーデン国立保健福祉委員会による法医学的評価を待って、2017年に決定される予定である。

## ドキュメンタリー
2016年にスウェーデンのSVTにより「The Experiments（人体実験）」が制作され、2017年に日本でも『カリスマ医師の隠された真実』の邦題でNHK BSで放映された。同作は同局プロデューサーのBosse Lindquistがマッキャリーニに密着して一連の疑惑に迫ったもの。
2018年2月には、マッキャリーニの元婚約者でNBCニュースのプロデューサーのベニータ・アレクサンダーによるドキュメンタリー「He Lied About Everything（すべて嘘だった）」がアメリカで放映された。アレクサンダーは話題の医師としてマッキャリーニを取材したのをきっかけに2013年から交際を始め、2015年に結婚を予定していたが、結婚式の来賓であるとマッキャリーニから聞かされていたフランシスコ (ローマ教皇)がその日外遊の予定であることを友人から聞いてマッキャリーニに問いただしたところ、自分は元スナイパーだ、CIAの仕事をしていた、先代教皇のベネディクト16世が結婚の邪魔をしているなどと答えたことから不信を抱き、独自に調査を開始、マッキャリーニがいまだ既婚で複数の愛人がいることなど多くの嘘を突き止め、その過程をドキュメンタリーに収めた。同作には交際中にマッキャリーニ自身が撮影した贅沢な暮らしぶりも収録された。